# Hamadia (kibboutz)
Hamadia (hébreu : חמדיה), est un kibboutz installé dans la vallée de Beït Shéan.
Les 300 membres du kibboutz disposent aussi d'un centre médical, d'une bibliothèque, d'un centre postal et d'une piscine.

## Histoire
« Hamadia » garde le souvenir du nom de l'ancien village arabe (Abdoul-Hamid), situé au nord du kibboutz.
Il est fondé en 1949 par des immigrants rescapés de la Shoah, des membres de l'organisation Gordonia originaires de Tchécoslovaquie, d'Allemagne et d'Autriche et d'un groupe issu du mouvement Hanoar Haoved.

## Économie
90 % des membres de Hamadia travaillent en dehors du kibboutz.
Hamadia vit également d'agriculture. Il pratique la pisciculture et possède une étable et un poulailler.
Hamadia abrite une usine de plasturgie et une fabrique de portes blindées.